# 7559 Kirstinemeyer
7559 Kirstinemeyer (1985 VF) là một tiểu hành tinh vành đai chính được phát hiện ngày 14 tháng 11 năm 1985 bởi P. Jensen ở Brorfelde.